# Liste der Baudenkmale in Bülow (bei Crivitz)
In der Liste der Baudenkmale in Bülow sind alle Baudenkmale der Gemeinde Bülow (Landkreis Ludwigslust-Parchim) und ihrer Ortsteile aufgelistet (Stand: Januar 2021).

## Bülow
| ID | Lage                       | Bezeichnung                              | Beschreibung | Bild                                     |
| -- | -------------------------- | ---------------------------------------- | --- | ---------------------------------------- |
|    | (Karte)                    | Kirche mit Friedhof und Gruft von Barner | Die evangelische Kirche wurde im 15. Jahrhundert erbaut, der Turm kam im 18. Jahrhundert hinzu. Im Inneren befindet sich ein Kanzelaltar aus dem Jahr 1752. | Kirche mit Friedhof und Gruft von Barner |
|    | An der Warnow 2-4 (Karte)  | Schweinestall                            | | Schweinestall                            |
|    | Schlossstraße 1 (Karte)    | Gutshaus mit Park                        | Das ehemalige Herrenhaus wurde 1756 für Magnus Friedrich von Barner erbaut. Es ist ein zweigeschossiger Bau mit 13 Achsen, Mittelrisalit und Seitenrisalit. Im Jahre 1842 wurde ein Halbgeschoß und die vier Ecktürme hinzugefügt. Von 1880 bis 1890 wurde das Herrenhaus im Stil der altdeutschen Renaissance überformt. | Weitere Bilder                           |
|    | Schlossstraße 9–11 (Karte) | Kuhstall, ehemals                        | | Kuhstall, ehemals                        |

## Prestin
| ID | Lage                         | Bezeichnung                                           | Beschreibung | Bild                                                  |
| -- | ---------------------------- | ----------------------------------------------------- | --- | ----------------------------------------------------- |
|    | Dorfstraße 17 (Karte)        | Pfarrhof mit Wohnhaus, Stall und Hofmauer             | | Pfarrhof mit Wohnhaus, Stall und Hofmauer             |
|    | (Karte)                      | Gutspark mit 2 Grabsteinen (Friedr. und M. Klotz)     | |                                                       |
|    | Dorfstraße (links neben 4/5) | Stall                                                 | |                                                       |
|    | (Karte)                      | Kirche mit freistehendem Glockenstuhl und Grabkapelle | Die Kirche stammt aus dem 15. Jahrhundert. Der freistehende Glockenstuhl aus Holz wurde im 18. Jahrhundert errichtet. | Kirche mit freistehendem Glockenstuhl und Grabkapelle |
|    | Speicherstraße 6 (Karte)     | Forsthaus, ehem.                                      | |                                                       |
|    | Speicherstraße 7 (Karte)     | Speicher                                              | | Speicher                                              |
|    | Wiesenweg 8 (Karte)          | Stall                                                 | Brandschaden vom 6. März 2013                                                                                         | Stall                                                 |
|    | Wiesenweg 10 (Karte)         | Stall                                                 | | Stall                                                 |
|    | Wiesenweg 11 (Karte)         | Molkerei, ehemals                                     | | Molkerei, ehemals                                     |
|    | 100 m westlich des Ortes     | Kriegerdenkmal 1914/18                                | |                                                       |

## Runow
| ID | Lage                    | Bezeichnung            | Beschreibung | Bild |
| -- | ----------------------- | ---------------------- | ------------ | ---- |
|    | Lange Straße 12 (Karte) | Büdnerei               |              |      |
|    | Lange Straße 15 (Karte) | Büdnerei               |              |      |
|    | Lange Straße 21 (Karte) | Büdnerei               |              |      |
|    | Lange Straße 22 (Karte) | Büdnerei               |              |      |
|    | Lange Straße            | Kriegerdenkmal 1914/18 |              |      |